# Otto Erich Hartleben

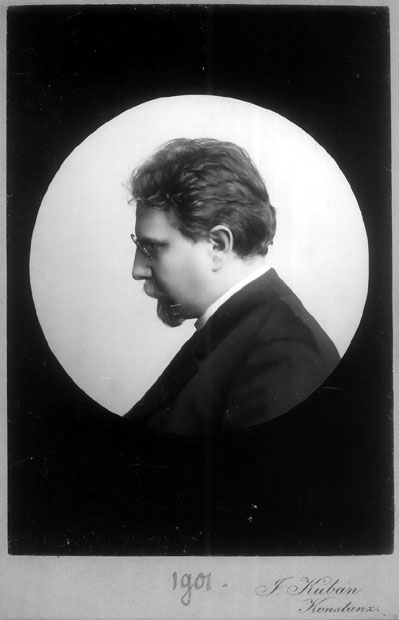
Otto Erich Hartleben.

Otto Erich Hartleben (Clausthal, Alemania, 3 de junio de 1864 - Saló, Italia, 11 de febrero de 1905) fue un escritor, poeta y dramaturgo alemán. Destaca su obra comprometida con el naturalismo, publicada póstumamente en tres tomos, pero sobre todo su traducción libre del Pierrot Lunaire de Albert Giraud.

## Vida

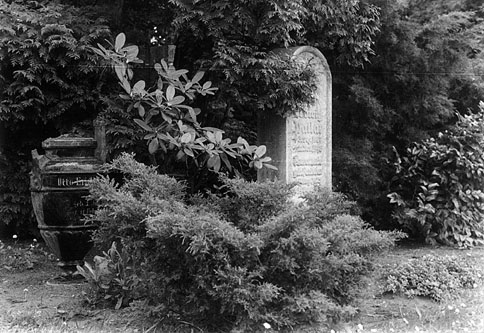
Lápida.

Otto Erich Hartleben nació en el seno de una familia donde predominaban los funcionarios de minas. Quedó huérfano tras la muerte de sus padres Elwine (f. 1876) y Hermann Hartleben (f. 1879) y vivió desde tan temprana juventud con su abuelo Senador Eduard Angerstein en Hannover. Desde el otoño de 1879 hasta 1881 fue enviado para su educación a Jever para estudiar en el “Gymnasium” que dirigía un amigo de su difunto padre llamado Ernst Ramdohr, quien acercó al joven rebelde al ajedrez, a la cerveza y a los libros, sobre todo a la poesía de August Graf von Platen.
Hartleben formó parte de Gesellschaft der Zwanglosen (“Sociedad de los libres”), fundada en 1880, a la que pertenecieron, entre otros, Fritz Mauthner, Max Halbe, Maximilian Harden, Otto Brahm y Gerhart Hauptmann.
En 1885 aprobó el “Abitur”, lo que permitió realizar a partir de 1886 estudios de Derecho en las Universidades de Leipzig y Berlín.
Entre sus amigos de juventud en Hannover se contaban Karl Henckell, Arthur Gutheil y el que sería posteriormente gran industrial y político Alfred Hugenberg, con los que formó en 1886 el grupo poético “Quartett” (“Cuarteto”). Entre los amigos de su época de estudiante en Leipzig se hallaban Hermann Conradi y Adolf Bartels.
En 1889 ejerció como licenciado en derecho en Stolzberg (Harz) y Magdeburgo pero pronto abandonó la carrera judicial: “después fui a Magdeburgo a la audiencia de lo criminal y no seguí. Entonces me sentía mal porque hubiera preferido cenar casi todos los días con los del banquillo de los acusados antes que con mis colegas –porque a la larga los unos hubieran perjudicado a los otros”
Desde 1890 vivió como escritor independiente en Berlín. Tras el deceso de su abuelo en 1893 heredó Hartleben 80.000 marcos y se casó el 2 de diciembre con su compañera sentimental de siempre, antigua camarera, Selma Hesse (también conocida como “Moppchen”).
Ya desde su primera obra, la parodia Die Frosch ("El sapo") (1889), aparecido bajo el pseudónimo de "Henrik Ipse", se manifiesta el carácter naturalista de sus textos. En esta obra expresa su desilusión ante la obra simbólica de quien había sido con anterioridad modelo de los escritores naturalistas.
En sus dramas y comedias se combinan el erotismo con la crítica mordaz a la moral y a la sociedad burguesas. Destacan las comedias Angele ("Anzuelos") (1891), Die Erziehung zur Ehe ("La educación para el matrimonio") (1893) y Hanna Jagert (1893). En esta última obra, la protagonista, una convencida socialista, corta sus lazos de unión con el partido, se emancipa y contrae finalmente matrimonio con un barón. El argumento recuerda una época personal del autor en que se sintió atraído por el socialismo.
En 1900 comenzó a abrirse camino en el mundo literario con el éxito de la tragedia Rosenmontag (“Lunes de Pascua”), que narra el amor surgido entre una muchacha sencilla y un teniente de una antigua familia de oficiales que el entorno social hace imposible conduciendo a ambos a una trágica muerte. Con los beneficios compró la Villa Halkyone en Saló (junto al lago italiano de Garda), en la que vivió desde 1903 con su amante Ellen Birr. Ese mismo año fundó la “Academia halkyonesa de Ciencias inaplicadas”, a la que pertenecieron, entre otros, Meter Behrens, Otto Julios Bierbaum, Franz Blei, Gerhart Hauptmann, Alfred Kubin, Ferdinand Pfohl y Emil Orlik. Sus estatutos constaban de dos párrafos: 1. “La pertenencia a la Academia halkyonesa no conlleva ni derechos ni deberes”. 2. “Todo lo demás se regulará conforme al espíritu de la sociedad halkyonesa”
En la vida literaria de cambio de siglo, Hartleben adquirió una fama legendaria sobre todo como fundador y participante en numerosas mesas de tertulias artísticas y círculos literarios. Incluso en sus años del “Gymnasium” en Hannover en torno a 1885 dio vida al BBBV “Bairisch-Böhmische-Bier-Vetterschaft” (“Primazgo de la Cerveza Bohemio-Bávara”), hacia 1890 en Magdeburgo el “Menschenclub” (“Club de personas”); alrededor de 1891 en Berlín el “Club de Idealistas de Karlsbad”; en Berlín, hacia 1896 la “Mesa de los malhechores” (“Verbrechertisch”). También cooperó con la Unión Berlinesa de Naturalistas “Durch”, con el círculo “Freie Bühne” (“Escena libre”), con la “Freie Litterarische Gesellschaft” (“Sociedad literaria libre”). Fue partícipe de “Augurenkolleg” (“Colegio de Augures”) y tomó parte activa en el “Friedrichshagener Dichterkreis” (“Círculo poético de Friedrichshagen”).
Por otra parte fue desde julio de 1897 hasta marzo de 1900 coeditor de la revista semanal de literatura “Magazín für Litteratur” junto a Rudolf Steiner. Contribuciones suyas aparecieron además en “Jugend” (“Juventud”).
Una de sus más conocidas figuras fue el “Serenissimus”, un principillo tarambana de un imaginario micro-estado. Pero, en general, sus obras están hoy prácticamente olvidadas. Únicamente su libérrima traducción del Pierrot Lunaire de Albert Giraud es cada vez más conocida en relación con la versión de Arnold Schönberg y ocasionalmente reeditada. La primera edición de 1893 contiene, frente a la primera impresión de 1892, dos poemas introducidos de matute por el traductor que no volvieron al poeta belga. Franz Blei sugirió en 1911 una reimpresión con cuatro piezas musicales de Otto Vrieslander, en la que se puede encontrar un poema que no procede ni de Hartleben ni de Giraud.
Ferdinand Pfohl calificaba ya en 1891, por consiguiente antes de la primera impresión, cinco de las escenas fantásticas de su amigo Hartleben como “Mondrondels” ("Rondeles de la luna"). Posteriores versiones del ciclo poético son de Max Marschalk (dos rondeles cantados en la fiesta de homenaje a Otto Erich Hartleben) y Max Kowalski (seis poemas, opus 4, 1913). Hartleben mismo consideró siempre esta serie poética como su obra mejor conseguida.
En su honor hay calles con su nombre en Berlín-Wannsee, Potsdam, Clausthal y en Viena-Donaustadt.

## Obras
- Studenten-Tagebuch, Zürich 1886. (“Diario de estudiante”)
- Der Frosch. Familiendrama in einem Act nach Henrik Ipse, Parodia, 1889. (“El sapo. Drama familiar en un acto según Henrik Ipse”)
- Angele, comedia, 1891. (“Anzuelos”)
- Die Erziehung zur Ehe, comedia, 1893. (“La educación para el matrimonio”)
- Hanna Jagert, comedia, 1893
- Die Geschichte vom abgerissenen Knopfe, relatos, 1893; Múnich 1969. (“La historia del botón arrancado”)
- Ein Ehrenwort, drama, 1894. (“Una palabra de honor”)
- Meine Verse, Gedichte, 1895. (“Mis versos”)
- Vom gastfreien Pastor, relatos, 1895. (“Del Pastor hospitalario”)
- Die Serenyi, relato, 1896
- Die sittliche Forderung. Kömedie in einem Act, 1897. (“La exigencia moral. Comedia en un acto”)
- Der römische Maler, novela, 1898. (“El pintor romano”)
- Ein wahrhaft guter Mensch, comedia, 1899. (“Una persona verdaderamente buena”)
- Die Befreiten, ciclo en un acto, 1899. (“Los libertos”)
- Rosenmontag. Eine Offiziers-Tragödie in fünf Acten, 1900. (“Lunes de Pascua. Tragedia de un oficial en cinco actos”)
- Von reifen Früchten. Meine Verse, zweiter Teil, poesía, 1902. (“De frutos maduros. Mis versos, segunda parte”)
- Der Halkyonier. Ein Buch Schlußreime, 1904. (“El halkyonés. Un libro de estribillos”)
- Liebe kleine Mama, relatos, 1904. (“Querida mamita”)
- Diogenes. Szenen einer Komödie in Versen, 1905. (“Diógenes. Escenas de una comedia en versos”)
- Im grünen Baum zur Nachtigall, pieza de estudiantes, 1905. (“En el árbol verde junto al ruiseñor”)
- Das Ehefest, novelas, Viena 1906. (“La fiesta conyugal”)
- Tagebuch. Fragment eines Lebens, Múnich 1906. (“Diario. Fragmento de una vida”)
- Ausgewählte Werke, 3 tomos (Poemas – Prosa – Dramas), Berlín 1909. (“Obras escogidas”)
- Aphorismen, Innsbruck 1920; Saló 1938. (“Aforismos”)

Correspondencia epistolar
- Briefe an seine Frau 1887–1905, edición e introducción por Franz Ferdinand Heitmueller. Fischer, Berlín 1908. (= Briefe; 1). (“Cartas a su mujer 1887-1905”, = Cartas, 1)
- Briefe an Freunde, edición e introducción por Franz Ferdinand Heitmueller. Fischer, Berlín 1912. (= Briefe; 2). (“Cartas a amigos”, = Cartas, 2)
- Briefe an seine Freundin, edición e introducción por Fred B. Hardt. Reißner, Dresde 1910. (“Cartas a su amiga”)
- Briefe an den Großvater. 1879–1893. Sin lugar ni año, [pero, ¿Berlín 1960?]. Impresión privada. Copias mecanografiadas.(“Cartas al abuelo. 1879-1893”)
- Aus dem Leben eines Satyrs. Otto Erich Hartleben: Briefe an Heinrich Rickert, editado por Wolfgang Rasch. Luttertaler Händedruck, Bargfeld 1997, ISBN 3-928779-17-6. (“De la vida de un sátiro. Otto Erich Hartleben: Cartas a Heinrich Rickert”)

## Traducciones
- Albert Giraud: Pierrot Lunaire. Rondeles. Berlín, Der Verlag Deutscher Phantasten 1893. (Los "Rondeles" aparecieron primeramente en 1892 "autografiados" en una tirada de 60 Ejemplares)
- Amalie Skram: Agnete. Drama en tres actos. Adaptado para la escena alemana por Therese Krüger y OEH. Berlín 1895.
- Maurice Maeterlinck: Der Ungebetene, Berlín 1898
- Enrico Annibale Butti: Lucifer. Drama in cuatro actos (en colaboración con Ottomar Piltz). Berlín 1904